# Chlorocypha glauca
Chlorocypha glauca (лат.) — вид стрекоз из семейства Chlorocyphidae. Африка: Камерун; Демократическая Республика Конго; Габон. Рассматривается МСОП в статусе Вызывающие наименьшие опасения.

## Описание
Среднего размера стрекозы с красноватым брюшком. Самцы похожи на C. seydeli тем, что базальные сегменты брюшка синие или белые, а терминальные сегменты (обычно сегменты S6—10) красные. Однако отличается (1) более широким распространением и распространённостью через Северную и Центральную ДРК до Камеруна; (2) ветви переднеплечевой полосы широко разделены, а не соединены; (3) голени все чёрные, а не белые передние; (4) сегмент S2 интенсивно чёрный у основания и вершины, а не в основном бледный. Места обитания включают ручьи, затенённые лесом, но иногда на вырубках. Часто с мёртвыми стволами или ветвями и песчаным и/или мягким (типа илистого) дном, и, возможно, с погружёнными корнями, грубым детритом и/или гравийным дном. От 0 до 800 м над уровнем моря, но возможно и до 2600 м.